# Slamd64
Slamd64は非公式な最初のx64版Slackwareである。
x64アーキテクチャなのでAMD64とIntel 64の両方で動作する。（IA-64は非対応）
2005年1月にスタートし、数ヵ月後には公式リリースも開始された。
Slackwareパッケージやサードパーティー製32ビットソフトウェアを動作させるため、いくつか必須な32ビットライブラリを含む。ただし、2006年6月14日現在では32ビットバイナリへのコンパイルサポートは含まない。
Slamd64はFred Emmottにより作成、管理されている。
現在、彼はイギリスのウォリック大学で計算機科学を研究している。
irc.freenode.netの#slamd64でしばしば活発な議論があり、Fredもfred87として参加している。